# Chicago Rockets
| Chicago Rockets                                               | Chicago Rockets                                               |
| Gegründet 1946 – Aufgelöst 1949 Spielten in Chicago, Illinois | Gegründet 1946 – Aufgelöst 1949 Spielten in Chicago, Illinois |
| ------------------------------------------------------------- | ------------------------------------------------------------- |
| \| \| \| \| \| \|                                             |                                                               |
| Liga                                                          |                                                               |
| - All-America Football Conference AAFC West (1946-1949)       |                                                               |
| Personal                                                      |                                                               |
| Besitzer                                                      | John L. Keeshin                                               |
| Teamgeschichte                                                |                                                               |
| Teamnamen                                                     | - Chicago Rockets (1946-1948) - Chicago Hornets (1949)        |
| Erfolge                                                       |                                                               |
| Meisterschaften (0)                                           |                                                               |
| Play-off-Teilnahmen (0)                                       |                                                               |
| Stadien                                                       |                                                               |
| - Soldier Field                                               |                                                               |
|                                                               |                                                               |
|                                                               |                                                               |

Die Chicago Rockets waren eine American-Football-Mannschaft, die von 1946 bis 1949 in der All-America Football Conference (AAFC) spielte. Die Mannschaft war in Chicago, Illinois, beheimatet und trug die Heimspiele im Soldier Field aus.

## Gründung
Im Jahr 1944 wurde als Konkurrenzliga zur National Football League die AAFC ins Leben gerufen. Gegründet wurde die Liga von einem Sportjournalisten aus Chicago, der zahlreiche an Football interessierte Investoren um sich versammeln konnte. Die Liga vergab insgesamt acht Franchises. Eine Franchise ging nach Chicago. Diese Stadt war ein schwieriger Markt, da die Rockets mit den Chicago Bears und den Chicago Cardinals dort auf starke Konkurrenz trafen. Die Liga nahm im Jahr 1946 den Spielbetrieb auf.

## Erfolge
Das Spieljahr 1946 verlief für die Rockets chaotisch. Die Mannschaft wurde insgesamt von fünf Trainern betreut. Obwohl das Team mit Elroy Hirsch einen herausragenden Wide Receiver in seinen Reihen hatte, hatte es mit dem Ausgang der Meisterschaft nichts zu tun. Die Mannschaft gewann lediglich fünf von 14 Spielen.
1947 übernahm der bisherige Geschäftsführer der AAFC Jim Crowley das Traineramt. Er verlor alle zehn Spiele und wurde von Hampton Pool ersetzt, dem noch ein Sieg gelang.  Die nächste Saison brachte dasselbe Ergebnis. Es gelang lediglich ein Sieg gegen die von Cecil Isbell trainierten Baltimore Colts. Im Jahr 1949 wurde Ray Flaherty zum neuen Trainer ernannt. Die Rockets waren mittlerweile in Chicago Hornets umbenannt worden. Flaherty gelangen vier Siege bei 12 Spielen. Das chronisch erfolglose Team stellte den Spielbetrieb 1949 nach dem Konkurs der AAFC ein.

## Mitglieder in der Pro Football Hall of Fame
- Elroy Hirsch

## Weitere namhafte Spieler
- Bob Hoernschemeyer